# Partido de la Reconciliación Popular
El Partido de la Reconciliación Popular (en francés: Parti de la Réconciliation des Personnes) abreviado como PRP es un partido político burundés, de tendencia conservadora, que apoya la restauración de la monarquía abolida en 1966. El partido se estableció en septiembre de 1991 y se registró el 30 de junio de 1992. Fue la única formación aparte de la gobernante Unión para el Progreso Nacional (UPRONA) y el opositor Frente para la Democracia en Burundi (FRODEBU), en postular un candidato en las elecciones presidenciales del 1 de junio de 1993, con la candidatura de Pierre-Claver Sendegeya. Se ubicó en un minoritario tercer puesto con el 1,46% de los votos. Postuló algunas listas legislativas en las elecciones a la Asamblea Nacional del 29 de junio del mismo año, en las que fue dirigido por Jean Bosco Yamuremye, recibiendo solo el 1,43% en todo el país y sin lograr un solo escaño.
En 1994, su líder Mathias Hitimana fue arrestado cuando el gobierno consideraba que el partido tenía inclinaciones extremistas. A pesar del carácter minoritario del partido, el arresto de Hitimana produjo disturbios en la ciudad de Buyumbura que duraron tres días. En marzo de 1995, el PRP recibió un cargo ministerial, pero el partido se retiró del gobierno en diciembre, y Hitimana fue arrestado nuevamente en enero de 1996. Volvió a ocupar un ministerio en el nuevo gobierno de transición en noviembre de 2001, pero en julio de 2002 volvió a retirarse antes de retornar en 2003. En 2006, el presidente del partido, Déo Niyonzima, fue arrestado por su supuesta participación en un complot golpista, pero fue absuelto en enero de 2007.